# Bad Leonfelden
Bad Leonfelden (fino al 1961 Leonfelden) è un comune austriaco di 4 210 abitanti nel distretto di Urfahr-Umgebung, in Alta Austria; ha lo status di città (Stadtgemeinde).